# Podróż ku Nowemu Światu
Podróż ku Nowemu Światu (ang. Plymouth Adventure) – amerykański film z 1952 roku w reżyserii Clarence’a Browna.

## Obsada
- Spencer Tracy jako kapitan Christopher Jones
- Gene Tierney jako Dorothy Bradford
- Van Johnson jako John Alden
- Leo Genn jako William Bradford
- Barry Jones jako William Brewster
- Dawn Addams jako Priscilla Alden
- Lloyd Bridges jako pierwszy oficer Coppin
- Noel Drayton jako Miles Standish
- John Dehner jako Gilbert Winslow
- Tommy Ivo jako William Butten
- Lowell Gilmore jako Edward Winslow
- Paul Cavanagh jako gubernator John Carver (niewymieniony w czołówce)
- Don Dillaway jako Stephen Hopkins (niewymieniony w czołówce)
- Elizabeth Flournoy jako Rose Standish (niewymieniona w czołówce)
- Ivis Goulding jako Alice Mullins (niewymieniona w czołówce)
- Harvey M. Guzik jako Oceanus Hopkins (niewymieniony w czołówce)
- Elizabeth Harrower  jako Elizabeth Hopkins (niewymieniona w czołówce)
- Kathleen Lockhart jako Mary Brewster (niewymieniona w czołówce)
- Murray Matheson jako Christopher Martin (niewymieniony w czołówce)
- Matt Moore jako William Mullins (niewymieniony w czołówce)
- Hugh Pryne jako Samuel Fuller (niewymieniony w czołówce)
- John Sherman jako John Billington (niewymieniony w czołówce)
- Rhys Williams jako pan Weston (niewymieniony w czołówce)
- John Dierkes jako Greene